# Ристич, Йован
Йо́ван Ри́стич (серб. Јован Ристић; 16 января 1831, Крагуевац, Княжество Сербия — 4 сентября 1899, Белград, Королевство Сербия) — сербский государственный деятель, политик, дипломат и историк. Наряду с Илией Гарашанином и Николой Пашичем считается одним из величайших государственных деятелей Сербии XIX века. Один из основателей и лидер Либеральной партии. С 1858 года был членом скупщины, где выступал решительным сторонником династии Обреновичей. Один из самых влиятельных людей в сербской политике в период с 1868 по 1893 годы. Неоднократно занимал ключевые должности в Сербии, был серым кардиналом. Ристич дважды был наместником (регентом) от имени несовершеннолетнего правителя, сначала князя Милана I Обреновича, а затем его сына, короля Александра Обреновича. Добился принятия так называемого «Наместнического устава». Он был представителем Княжества Сербии на Берлинском конгрессе, который признал независимость Сербии.
Ристич был постоянным членом Сербской королевской академии и в 1899 году её президентом.

## Биография
Родился в бедной семье, рано потерял отца. Его успехи в начальной школе убедили друга семьи отправить Йована учиться в среднюю школу в Белграде. В Белграде Ристич стал видным членом Дружины сербской молодёжи, квазиполитической студенческой ассоциации, которая активизировалась после событий 1848. Молодой Ристич был участником Майской скупщины 1—3 мая 1848 года.
После окончания лицея в Белграде в 1849 году Йован уезжает на учёбу в Берлине, а позже в Гейдельберг, где получил степень доктора философии. Затем продолжил обучение в Сорбонне в Париже. В Германии он учился вместе с историком Леопольдом фон Ранке, и после учёбы намеревался продолжить свою карьеру в качестве историка. Но Ристичу не удалось получить должность профессора истории в Белградском лицее. В 1852 году Ристичу предложили сербскую государственную стипендию для изучения богословия в России, но Йован отказался. В результате, стипендию для учёбы в России получил будущий митрополит Белградский Михайло, который позже будет союзником Ристича.
В 1854 году, случайно, Ристич получает возможность поступить на государственную службу: он начинает работать в Министерстве внутренних дел, под началом влиятельного политика Илии Гарашанина. Вскоре Ристич женился на Софии, дочери богатого белградского торговца Хаджи Томе. Работая в качестве редактора «Сербской газеты», популяризировал Шекспира в Сербии.
В 1861 году Гарашанин, на тот момент премьер-министр и министр иностранных дел, послал Ристича на переговоры в Константинополь. Это стало началом его успешной дипломатической карьеры. Ристичу было, в частности, поручено настаивать на очищении сербских крепостей от турок, чего он и добился в 1867 году, несмотря на столкновение сербов и турок, приведшее к бомбардировке Белграда (1862). Вернувшись в Белград, был назначен министром иностранных дел. Когда князь Михаил в 1867 году изменил направление внешней политики, снижая зависимость от России и отправив Гарашанина в отставку с поста председателя Совета министров и министра иностранных дел, его на недолгое время сменил именно Ристич. Но он не хотел работать в правительстве консерваторов и Председателем Совета министров стал консерватор Никола Христич.
Во время малолетства князя Милана, в 1868—1872 годах, Ристич был членом регентского совета; провёл конституцию 1869 года. В 1872—1873 годах он был премьером и в 1876 году вновь занял это место. Провёл неудачную войну с Турцией, руководил сербской политикой во время второй войны 1877—1878 годов, был представителем Сербии на Берлинском конгрессе, где добился, ловко лавируя между Россией и Австрией, признания независимости Сербии и расширения сербской территории.
После войны Ристич проводил в Сербии русофильскую политику. Вследствие столкновения с Австрией в 1880 году, вынужден был выйти в отставку и очистить место напредняцким кабинетам. С тех пор он был в скупщине и в периодической прессе главным представителем Либеральной партии, которая, несмотря на своё будучи название в действительности была консервативной. В 1887 году Ристич вновь встал во главе кабинета, в который на этот раз вошли некоторые представители радикальной партии (Груич).
В 1889—1893 гг. Ристич был вновь членом регентского совета. Как и прежде, в должности министра, так и теперь он обнаружил готовность действовать деспотически, не стесняясь существующими законами. В 1892 году регенты совершенно произвольно дали отставку радикальному кабинету, имевшего большинство в скупщине и пользовавшемуся громадным доверием в народе, и заменило его либеральным кабинетом Йована Аввакумовича, начавшим грубо сменять чиновников и назначать на их место своих ставленников. Государственный переворот, произведённый в 1893 году молодым королём Александром при поддержке радикалов, фактически завершил карьеру Ристича, который с тех пор жил преимущественно за границей.

## Публикации
Ристич много писал по-немецки и по-сербски. Из отдельно изданных его работ наибольшее значение имеют:
- «Kurze Charakteristik des geistigen und sit t lichen Zustandes von Serbien» (Гейдельберг, 1851),
«Die neuere Litteratur der Serben» (Б., 1852)

и по-сербски:
- «Внешние отношения Сербии 1848—58» (Белград, 1887),
«Регентство 1868—72» (1894),
«Последний год внешней политики князя Михаила» (1895),
«Дипломатическая история Сербии» (1896).